# Misch Maier
Misch Maier (n.  1904, Turnișor, Sibiu – d. 1972) a fost un umorist și scriitor de limba germană originar din România.

## Scrieri
- Das kluge Telefon und andere Geschichten (Telefonul înțelept și alte povestiri) cu o postfață de Bernhard Capesius, Editura Kriterion, București, 1973

## Articole critice
- Nora Căpățână (Hermannstadt/Sibiu): Misch Maiers Humoresken. Ein Bericht aus der Übersetzerwerkstatt. (Povestirile umoristice ale lui Misch Maier. O relatare privind atelierul de traduceri)